# Мезе (дем Просечен)
Мезе или Меше (на гръцки: Πηγές, Пигес, катаревуса Πηγαί, Пиге, до 1928 година Μεσέ, Месе) е село в Гърция, дем Просечен.

## География
Селото е разположено на 180 m надморска височина в южните склонове на Щудер, северозападно от Драма.

## История

### В Османската империя
Селото в края на XIX век е турско. Селото е една от петте махали на Чали Баши заедно с Буджак, Доспат, Загуш и Джами махале.

### В Гърция
По време на войната Мезе е освободено от части на българската армия, но след Междусъюзническата война остава в Гърция. Населението на Мезе е изделено в Турция по силата на Лозанския договор в 1924 година и на негово място са настанени гърци бежанци, 32 семейства със 119 души.
В 1928 година селото е прекръстено на Пиге, в превод извори, тъй като край него е пещерата Маара, от която излиза река Панега (приток на Драматица). Според преброяването от 1928 година Раменци е бежанско село с 32 бежански семейства със 112 души.
Населението се занимава с отглеждане на тютюн, жито и други земеделски култури, както и със скотовъдство.
| Година    | 1913 | 1920 | 1928 | 1940 | 1951 | 1961 | 1971 | 1981 | 1991 | 2001 | 2011 | 2021 |
| --------- | ---- | ---- | ---- | ---- | ---- | ---- | ---- | ---- | ---- | ---- | ---- | ---- |
| Население | 58   | 116  | 119  | 256  | 215  | 202  | 98   | 86   | 87   | 71   | 50   | 36   |